# V lásce a válce
V lásce a válce (dánsky I krig & kærlighed, německy Von Liebe und Krieg) je koprodukční dánsko-německo-český film z roku 2018. Válečné romantické drama natočil režisér Kasper Torsting podle scénáře, na němž se podílel s Ronniem Fridthjofem, a na základě skutečných událostí. V hlavních rolích se představili Sebastian Jessen, Rosalinde Mynster a Tom Wlaschiha. Do českých kin snímek uvedl Bontonfilm od 18. července 2019.

## Děj
Dánský mlynář Esben Mikkelsen strávil tři roky v první světové válce v řadách německé armády a nyní se vrací domů ke své ženě Kirstine a šestiletému synu Karlovi. Esbenův kamarád Jes se sám postřelil, aby už mohl uniknout z válečných hrůz. Po návratu však Esben zjistí, že jeho místo v domě mezitím zaujal německý důstojník Gerhard Bauer. Když pak přijde povolání vrátit se zpět na frontu, jen co Esben doléčí svoje zranění, ten to odmítne a raději dezertuje. Nepodaří se mu utéct za hranice do neutrálního Dánska, a tak se musí skrývat na půdě svého vlastního domu.

## Postavy a obsazení
| Sebastian Jessen       | Esben Mikkelsen, mlynář, manžel Kirstine                            |
| Rosalinde Mynster      | Kirstine Mikkelsenová, Esbenova manželka                            |
| Tom Wlaschiha          | kapitán Gerhard Bauer, velitel německé pohraniční policie           |
| Thure Lindhardt        | Morten Hansen, místní kolaborant                                    |
| Morten Brovn Jørgensen | Jes Winther, Mariin manžel a Esbenův kamarád                        |
| Natalie Madueño        | Marie Wintherová, hostinská, Jesova manželka a Kristinina kamarádka |
| Ulrich Thomsen         | Müller, německý okresní správce                                     |
| Karel Dobrý            | vojenský lékař                                                      |
| Mads Hjulmand          | voják                                                               |